# Enigmarelle

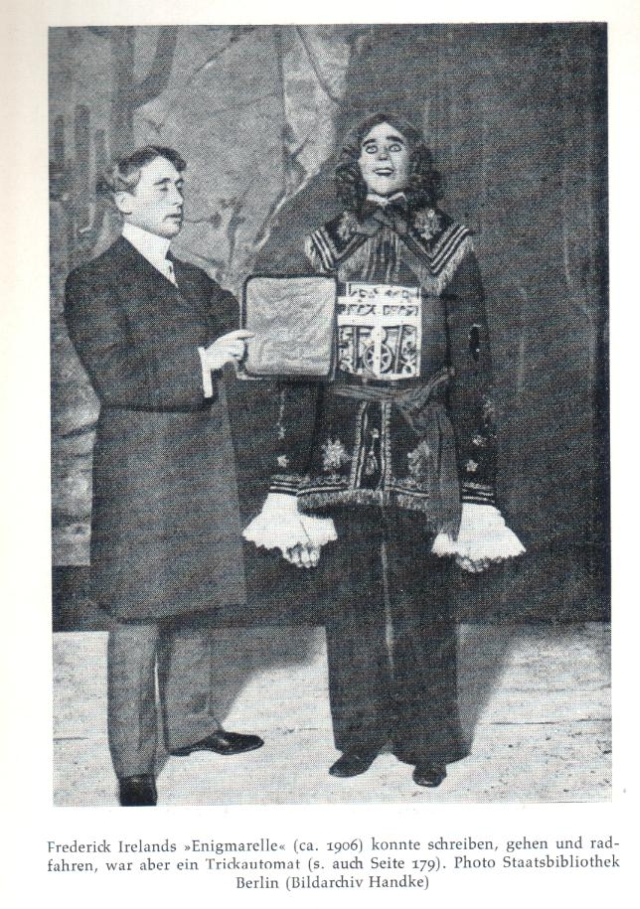

Enigmarelle est un faux automate humanoïde qui a été présenté comme une curiosité scientifique et technique aux alentours de 1905 aux États-Unis puis en Europe, essentiellement dans des théâtres.
Enigmarelle était censé accomplir des exploits extraordinaires pour un automate, dont il faisait la démonstration pendant les spectacles, notamment marcher, rouler à bicyclette, et écrire son nom sur un tableau noir.

## Présentation
Enigmarelle a été présenté comme un spectacle, aux États-Unis puis dans une partie de l'Europe. 
Il tournait dans des théâtres de vaudeville américain et des cirques.
L'agent artistique, un Américain du nom de Frederick J. Ireland, était présenté dans les spectacles comme le concepteur et le propriétaire de l'automate.
Enigmarelle, automate de grande taille, était en fait actionné par un opérateur humain qui se glissait dans le corps de l'engin, même si les mécanismes de commande précis ne sont pas connus. L'opérateur aurait été un artiste amputé des deux jambes, connu sous le nom d'Alba W. Root, et Enigmarelle aurait été conçu pour exploiter ce handicap, notamment en permettant d'en détacher les jambes afin de prouver sa nature mécanique. Alba Root était également connu pour des spectacles d'acrobaties cyclistes avec des prothèses de jambe.
Enigmarelle a fait l'objet d'un court métrage documentaire en 1905, 
d'une description « scientifique » détaillée illustrée de trois photographies dans le magazine Scientific American en 1906, et reste cité dans certains ouvrages dédiés aux automates.

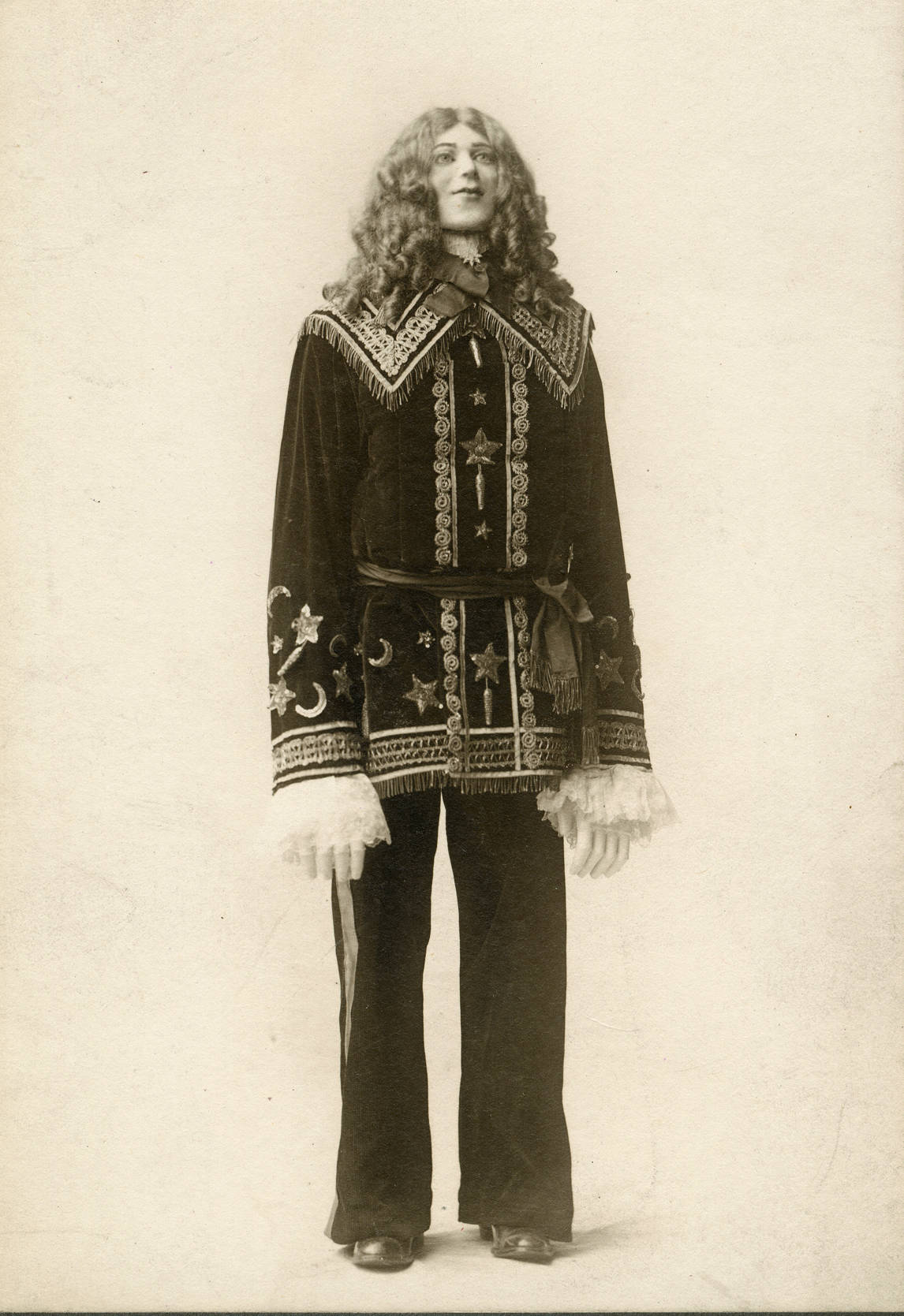
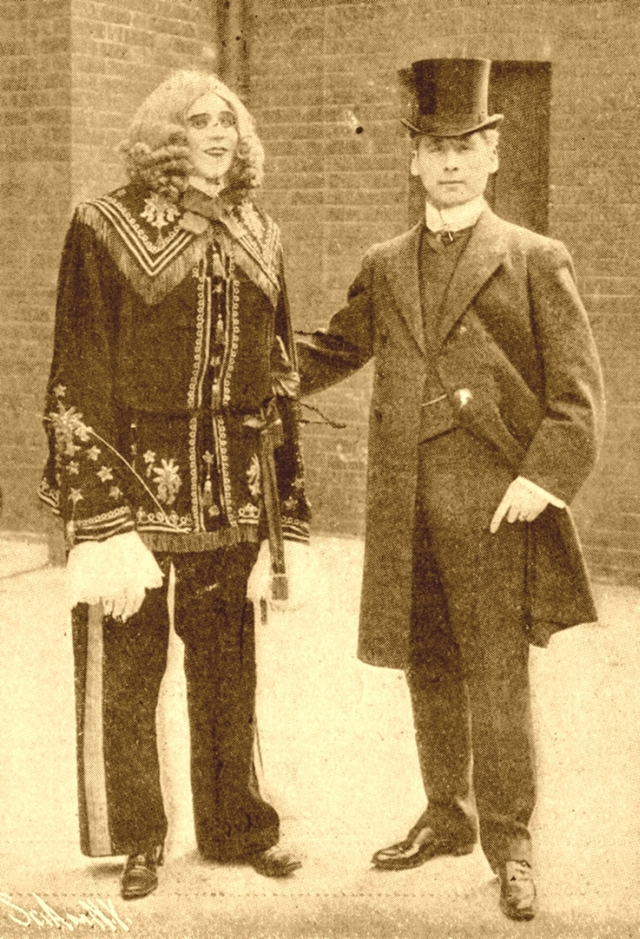
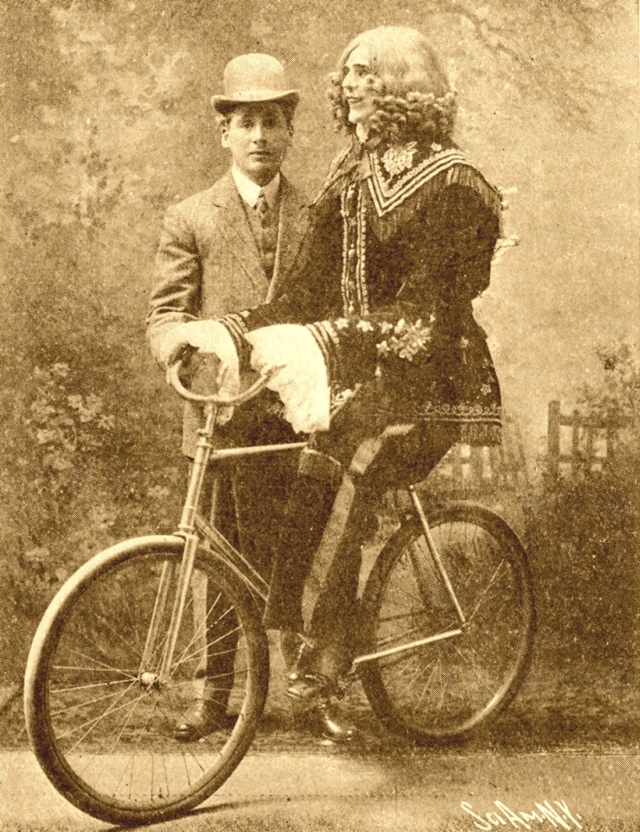
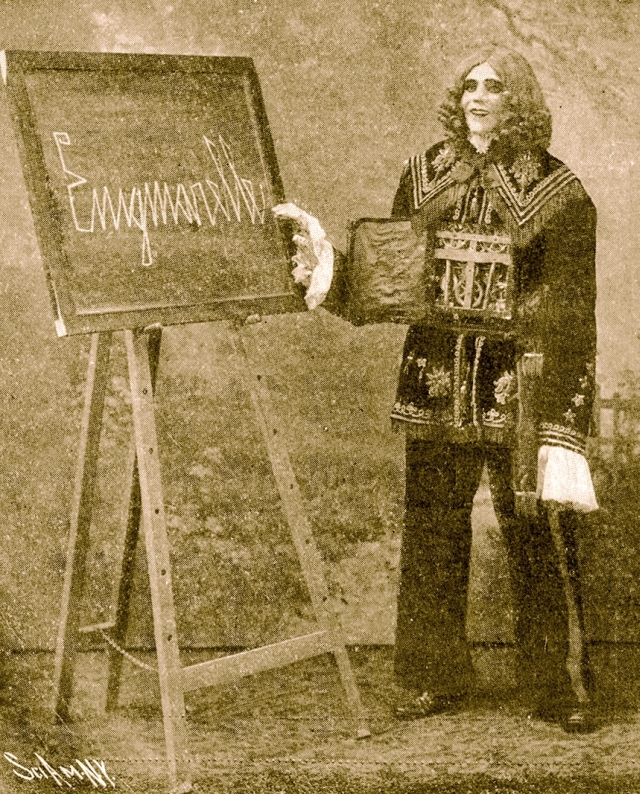
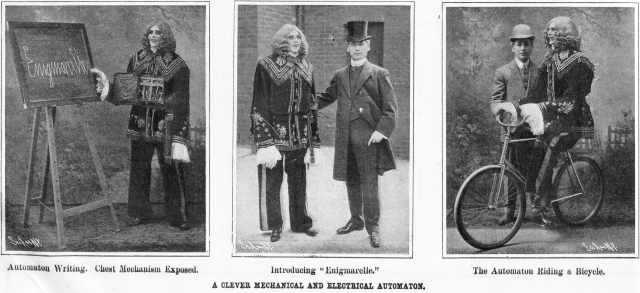

### Origine du nom
Enigmarelle semble être un mot-valise composé de énigme et de marelle ; cependant les créateurs parlaient anglais, où le mot marelle se traduit hopscotch. Rien n'accrédite donc l'origine du nom basé sur un mot-valise français.

### Représentations

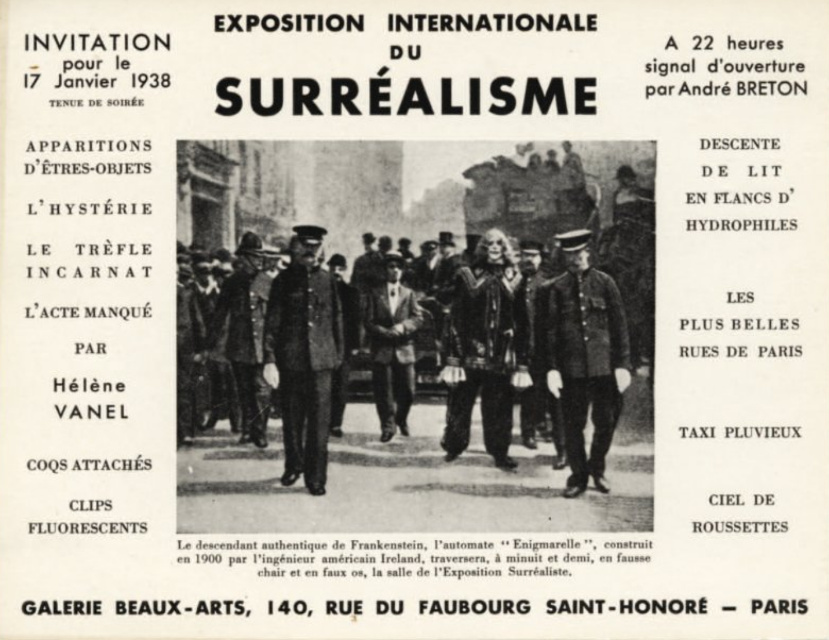
Carton d'invitation avec une photo d'Enigmarelle

Parmi les représentations documentées d'Enigmarelle, on peut citer :
- août 1904 à l'Orpheum Theater de Brooklyn[C 2]
- 1908, Cirque Busch, Berlin
- novembre 1908, Bell Theater à Oakland (Californie)[C 3]
- janvier 1938, exhibition annoncée à l'Exposition Internationale du Surréalisme à Paris[C 4]